# Pesach
Pesach (hebr. פֶּסַח), det osyrade brödets högtid, firas till minne av uttåget ur Egypten och är en av de viktigaste judiska högtiderna. Det firas samma tid varje år i den judiska kalendern, nämligen under den 15:e Nisan (se Andra Mosebok 12:6). Pesach kallas ibland judisk påsk. Eftersom den judiska kalendern är en modifierad månkalender, den beräknas efter fullmånen, infaller Pesach vid olika tider enligt den gregorianska kalendern.

## Datum för Pesach
Som alla judiska helger varar Pesach från solnedgång till solnedgång och börjar på kvällen före de angivna startdatumen.
- 2015 – 4 april till 11 april
- 2016 – 23 april till 30 april
- 2017 – 11 april till 18 april
- 2018 – 31 mars till 7 april
- 2019 – 20 april till 27 april
- 2020 – 9 april till 16 april
- 2021 – 28 mars till 4 april
- 2022 – 16 april till 23 april
- 2023 – 6 april till 13 april
- 2024 – 23 april till 30 april
- 2025 – 13 april till 20 april
- 2026 –  2 april till 9 april

## Pesach, härledning av begreppet

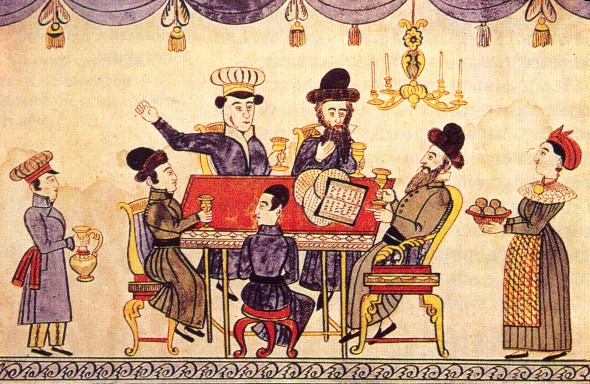
Pesachmåltid med det osyrade brödet matza på bordet. Illustration från Ukraina 1800-tal.

Det hebreiska ordet pesach betyder "passera förbi" och på engelska brukar termen "passover" användas. Detta syftar på Andra Mosebok 12:23, där Gud meddelar Moses att Guds ängel kommer att döda den förstfödde sonen i varje egyptiskt hem, men passera förbi de dörrar som insmorts med blod från ett lammoffer. Genom blodmarkeringen kunde därmed de judiska gossebarnen överleva.
Bibelcitatet från Andra Mosebok 12:23  är enligt följande:
Herren ska nämligen gå fram genom landet och döda egyptierna, men när han ser blodet på dörrposterna och övre dörrkarmen, ska han gå förbi det huset och inte tillåta Fördärvaren att gå in och döda den förstfödde.

## Pesachfirandet i biblisk tid

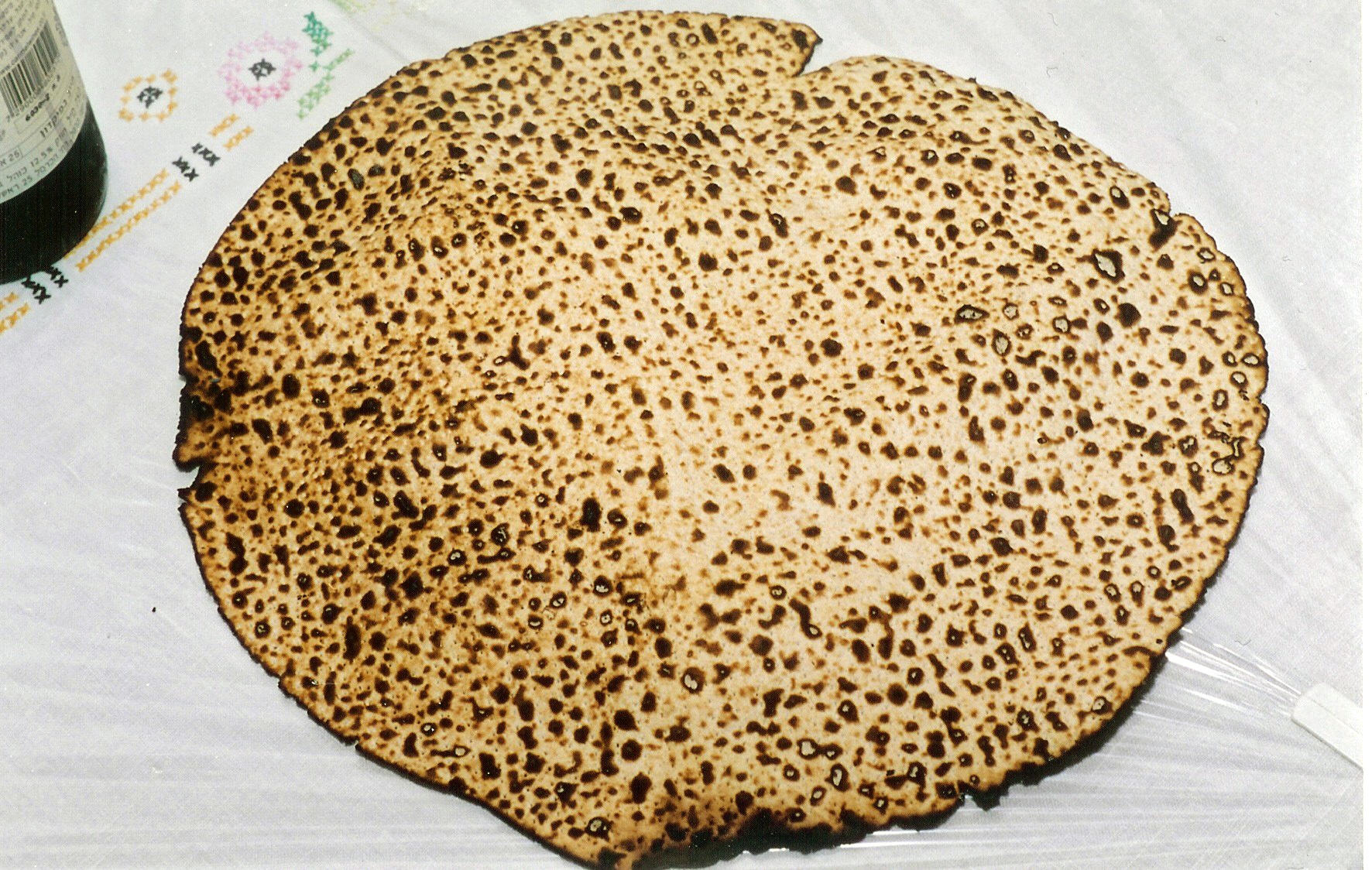
Matza - det osyrade brödet.

Ur Andra Mosebok 12:17-18:
Ni skall fira det osyrade brödets högtid, därför att det var just den dagen som jag förde era härar ut ur Egypten. I släkte efter släkte skall det vara en oföränderlig ordning att ni firar denna dag. Från kvällen den fjortonde dagen i första månaden till kvällen den tjugoförsta dagen skall ni äta osyrat bröd.
Under det judiska osyrade brödets firande samlades de firande vid Templet i Jerusalem, för att fira högtiden och offra påsklammet.

## Nutida firande
Pesach inleds vid första fullmånen efter vårdagjämningen, oftast i april, och firas under sju dagar i Israel och i åtta dagar av judarna i diasporan. Under de två första pesach-kvällarna (i Israel endast den första) håller man seder, en rituell Pesach-måltid, i hemmet. 
Den judiska påsken, pesach, har sitt upphov i erinringen över uttåget ur Egypten (cirka 1500-talet f.Kr.), den natt då enligt judisk tradition påsklammet slaktades och dödsängeln skonade Israels folk. Ända fram till templets fall år 70 e.Kr. slaktade man lamm i Jerusalems tempel, och dessa åts under en nattlig måltid. Idag har påsklammet ersatts med den så kallade seder-måltiden, där de olika rätterna har symbolisk betydelse och där den yngste sonen ställer frågor om högtiden som fadern besvarar. Under Pesach äter man endast osyrat bröd, matza, eftersom man vid flykten från Egypten inte hann låta brödet jäsa. Innan påskfesten städas huset och köket grundligt. Allt jäst bröd skall kastas ut och det ska inte finnas någon jäst i ett judiskt hem under pesachfirandets dagar; högtiden kallas även "det osyrade brödets högtid".

## Symboliska maträtter

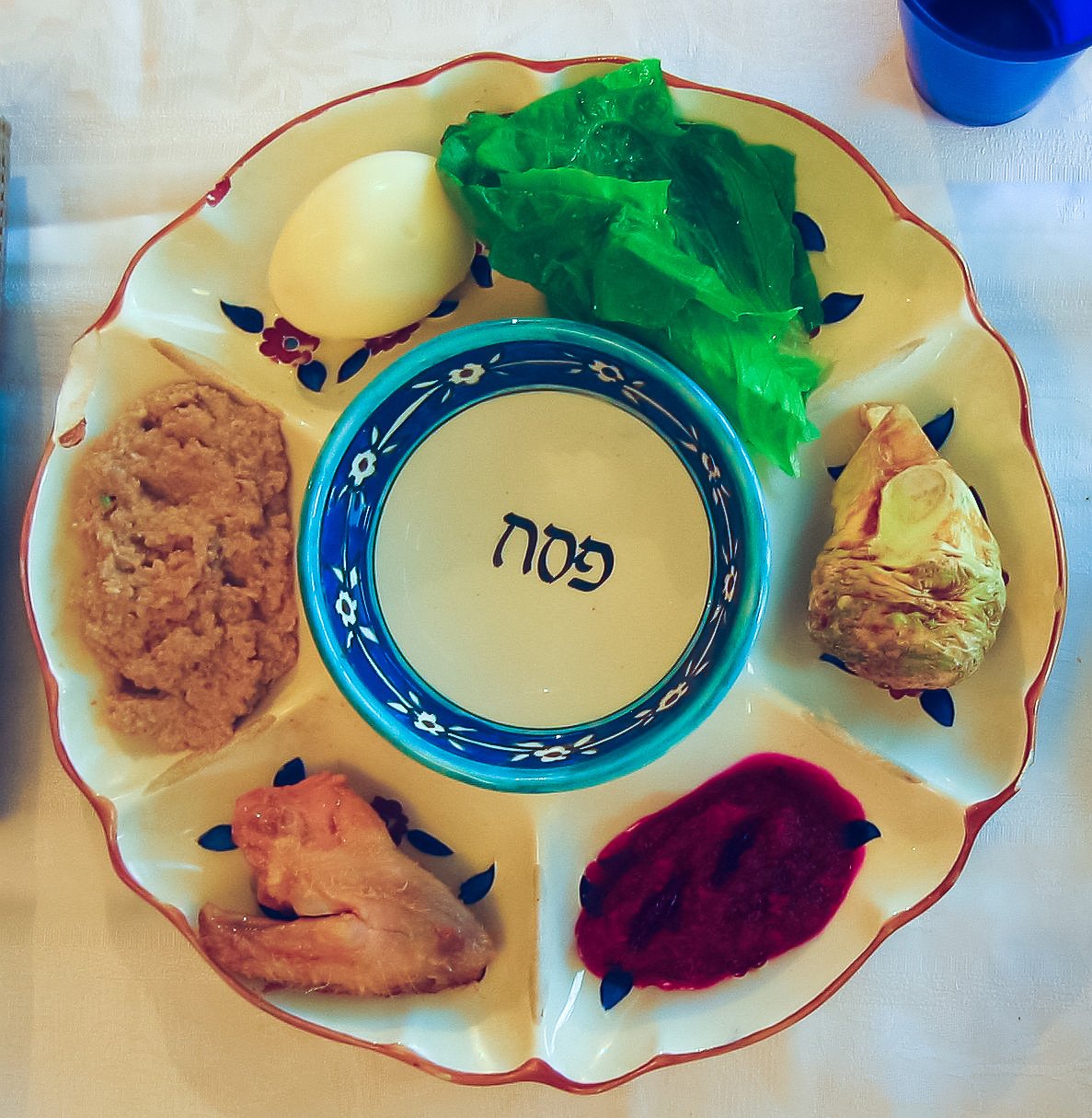
Seder-tallrik med olika maträtter med symbolisk betydelse.

Inledningen till måltiden är en välsignelse där man dricker ett glas vin. Måltiden är utformad som en pedagogisk lektion för barn, under vilken de närvarande dricker fyra glas vin och intar olika smårätter såsom charoset, en blandning av malda nötter, äpplen och kryddor som symboliserar murbruket som användes för bygget av städer i Egypten, bittra örter som symboliserar de bittra tårar som var judarnas lott under slaveriet under farao i Egypten (1500-talet f.Kr.), en grönsak (persilja, doppas i saltvatten), ett bränt ägg, ett bränt ben, samt det ojästa brödet. Under sederkvällarna får det yngsta barnet ställa frågor om pesachs seder och inleder med frågan: "Varför är denna kväll olik andra kvällar?" och sedan fortsätter frågorna "Alla andra kvällar äter vi syrat bröd, men ikväll äter vi bara osyrat bröd? Andra kvällar äter vi alla sorters grönsaker, men idag äter vi bara bittra örter? Andra kvällar doppar vi inte (brödet), men ikväll doppar vi två gånger?" Barnen har en speciell betydelse i denna judiska högtid.  I judiska familjer brukar man duka fram den finaste servisen och glasen och bordsdukarna vid högtiden. Man äter, dricker och sjunger under måltiden och läser om historien om uttåget ur Egyptens och det judiska folkets befrielse från slaveriet i Egypten, Pesach-berättelsen, ur en bok som kallas Haggada ("Berättelse").